# Тшебув (Жаганський повіт)
Тшебув (пол. Trzebów, нім. Tschiebsdorf) — село в Польщі, у гміні Жагань Жаганського повіту Любуського воєводства.
Населення — 306 осіб (2011).
У 1975-1998 роках село належало до Зеленогурського воєводства.

## Демографія
Демографічна структура станом на 31 березня 2011 року:
|          | Загалом | Допрацездатний вік | Працездатний вік | Постпрацездатний вік |
| -------- | ------- | ------------------ | ---------------- | -------------------- |
| Чоловіки | 161     | 34                 | 124              | 3                    |
| Жінки    | 145     | 30                 | 96               | 19                   |
| Разом    | 306     | 64                 | 220              | 22                   |